# Шотт, Лев Ипполитович
Лев Ипполитович Шотт (1856 — после 1917) — оренбургский губернский предводитель дворянства, член Государственного совета, тайный советник.

## Биография
Происходил из потомственных дворян Оренбургской губернии — сын губернского предводителя дворянства Ипполита Даниловича Шотта (?—1901) и жены его Веры Иосифовны, урождённой Ермолаевой.
В 1881 году окончил Институт инженеров путей сообщения и поступил на службу во временное управление по постройке Криворогской и Бахмутской железных дорог. В том же году был откомандирован в распоряжение начальника Оренбургской губернии. В 1893 году был избран оренбургским губернским предводителем дворянства, и занимал эту должность до революции 1917 года, с перерывом в 1902—1905 годах; 21 января 1902 года был произведён в действительные статские советники.
От съезда землевладельцев Оренбургской губернии 18 апреля 1906 года был избран членом Государственного совета. Входил в группу центра; 28 ноября 1907 года отказался от звания члена Госсовета по болезни.
В 1916 году был произведен в тайные советники.
Был крупным землевладельцем Оренбургской губернии (более 25000 десятин), одно из имений — возле села Ермолаевка Оренбургского уезда. В селе он построил церковь в честь Покрова Пресвятой Богородицы. 
Во время революционных событий в 1917 году семья выехала в Сухуми, где Л. И. Шотт и умер в 1934 году.

## Награды
- орден Св. Анны 2-й степени (1893)
- орден Св. Владимира 3-й степени (1895)
- орден Св. Станислава 1-й степени (1906)
- орден Св. Анны 1-й степени (1913)
- Бухарский орден Золотой звезды 1-й степени (1914)

## Семья
Жена — Лидия Арсеньевна, один из сыновей Георгий . 